# Мінімальний многочлен матриці
Мінімальний многочлен матриці A розмірності n×n над полем F — многочлен p(x) над полем F, такий, що p(A)=0, старший коефіцієнт якого рівний 1 і степінь якого мінімальна серед таких многочленів. Для довільної матриці такий многочлен існує і є єдиним.

## Властивості
- Нехай p(x) — мінімальний многочлен матриці A і g(x) — деякий інший многочлен, такий що g(A) = 0 (анулюючий многочлен матриці A). Тоді p(x) ділить многочлен g(x). Еквівалентно, якщо для матриці A над полем {\displaystyle \mathbb {K} } визначити множину:

{\displaystyle {\mathit {I}}_{A}=\{g\in \mathbb {K} [t]\;|\;g(T)=O\}}
то {\displaystyle {\mathit {I}}_{A}} буде ідеалом в кільці {\displaystyle \mathbb {K} } многочленів над полем {\displaystyle \mathbb {K} }. Цей ідеал тоді буде головним, породженим мінімальним многочленом p(x).
- Такі твердження є еквівалентними:

1. {\displaystyle \lambda \in \mathbb {K} } є коренем многочлена p(x),
2. λ є коренем характеристичного многочлена матриці A,
3. λ є власним значенням матриці A.

- Кратність кореня λ мінімального многочлена p(x) рівна розміру найбільшого жорданового блоку, що відповідає числу λ
- Якщо матрицю A можна привести до діагонального виду у полі {\displaystyle \mathbb {K} }, то многочлен p(x) у полі {\displaystyle \mathbb {K} } можна розкласти на лінійні множники, причому всі корені тоді відмінні.

## Обчислення
Визначимо I A, v як:
{\displaystyle {\mathit {I}}_{A,v}=\{p\in \mathbb {K} [t]\;|\;v\in {\mbox{Ker}}\;p(A)\}=\{p\in \mathbb {K} [t]\;|\;p(A)(v)=0\}.}
Дана множина є головним ідеалом. Нехай {\displaystyle \mu _{A,v}} многочлен зі старшим коефіцієнтом 1, що породжує цей ідеал.
- Многочлен {\displaystyle \mu _{A,v}} ділить p(x).
- Якщо d — найбільше натуральне число, таке що v, A(v), ... , Ad(v) є лінійно незалежними,тоді

{\displaystyle \alpha _{0}v+\alpha _{1}A(v)+\ldots +\alpha _{n}A^{d}(v)+A^{d+1}(v)=0}
для деяких {\displaystyle \alpha _{0},\alpha _{1},\ldots ,\alpha _{n}\in \mathbb {K} } і
{\displaystyle \mu _{A,v}(t)=\alpha _{0}+\alpha _{1}t+\ldots +\alpha _{n}t^{d}+t^{d+1}.}
- Для базису {v1,..., vn} мінімальний многочлен рівний найменшому спільному кратному многочленів {\displaystyle \mu _{A,v_{i}}} для всіх i = 1, ... , n.